# Time (minissérie)
Time é uma minissérie britânica de drama escrita por Jimmy McGovern e dirigida por Lewis Arnold. É protagonizada por Sean Bean e Stephen Graham. Estreou na BBC One em 6 de junho de 2021.

## Sinopse
Mark Cobden foi recentemente preso, consumido pela culpa por seu crime e perdido no mundo volátil da vida na prisão. Lá ele conhece Eric McNally, um agente penitenciário que faz o seu melhor para proteger os que estão sob sua responsabilidade. No entanto, quando um dos presos mais perigosos identifica sua fraqueza, Eric enfrenta uma difícil escolha entre seus princípios e sua família.

## Elenco
- Sean Bean como Mark Cobden
- Stephen Graham como Eric McNally
- James Nelson-Joyce como Johnno
- Nabil Elouahabi como Patterson
- Natalie Gavin como Jardine
- Hannah Walters como Sonia McNally
- Nadine Marshall como Alicia Cobden
- Jack McMullen como Daniel
- Sue Johnston como June Cobden
- David Calder como John Cobden
- Jonathan Harden como Brendan Murphy
- Siobhan Finneran como Marie-Louise
- Kadiff Kirwan como Pete
- Aneurin Barnard como Bernard
- Terence Maynard como Kavanagh/"Kav"
- Kevin Harvey como Paul McAdams
- Cal MacAninch como Galbraith
- Brian McCardie como Jackson Jones
- Michael Socha como Kenny Meadows

## Recepção
No Rotten Tomatoes, a série detém um índice de 100% de aprovação, com base em 21 críticas, com uma nota média de 8,40/10. O consenso critico do site diz: "A carga pesada de Time pode ser desafiadora, mas um roteiro forte e uma performance magnífica de Sean Bean tornam um relógio incrível e instigante".
Escrevendo no The Guardian, Lucy Mangan disse: "As atuações de Bean e Graham são surpreendentes, embora esperemos o brilho de ambos. O mesmo acontece com as de todos em papéis menores, nenhum dos quais é subscrito ou esboçado, e que engrossa a série em algo mais profundamente comovente e enfurecedora a cada episódio". Billie Schwab Dunn, escrevendo para Metro, elogiou o programa, que foi "elevado pelas performances centrais - particularmente Bean, que gentilmente nos aterrou e fornece um feixe de luz em toda aquela escuridão".